# 돌솥

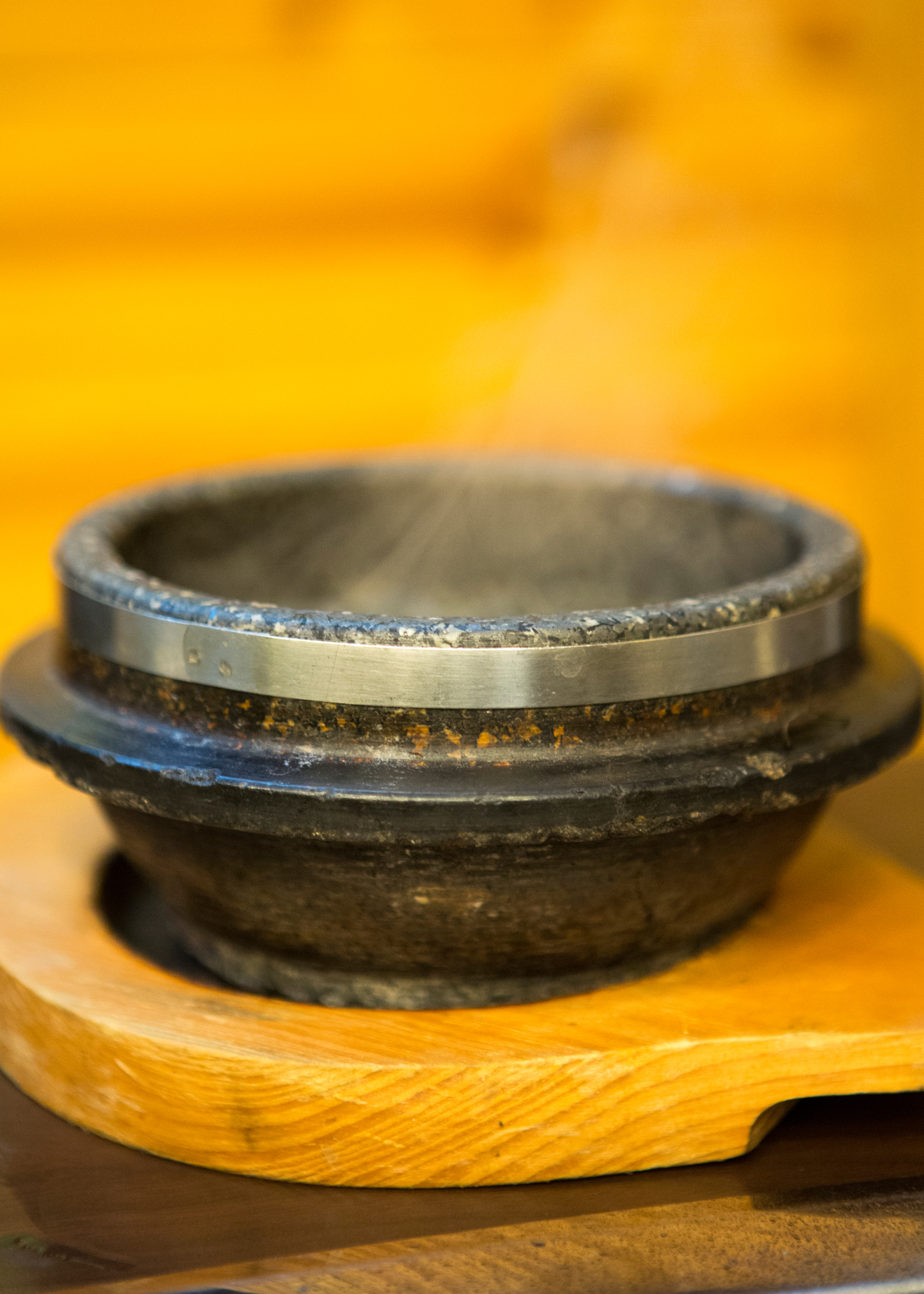
돌솥

돌솥 또는 곱돌솥은 곱돌로 만든 자그마한 솥이다.

## 사진 갤러리

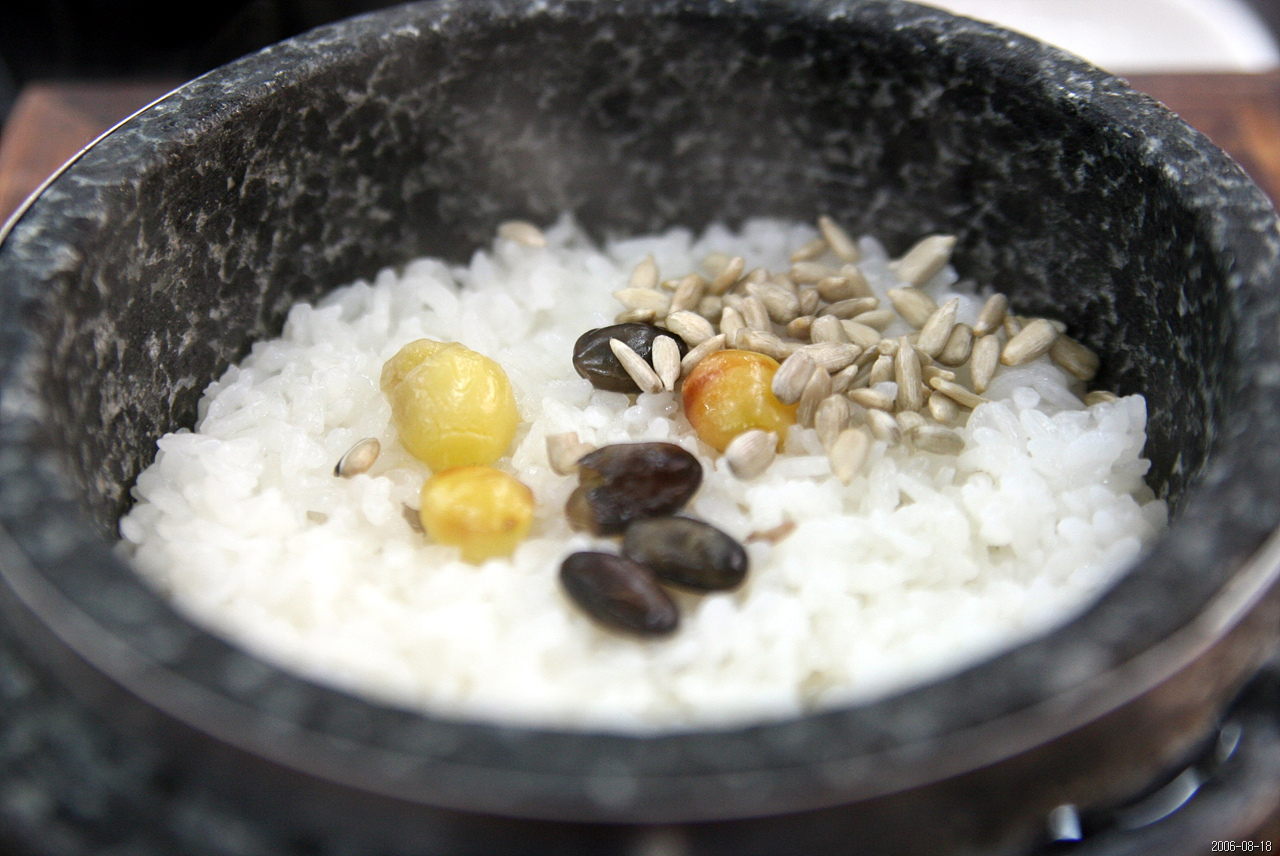
돌솥밥
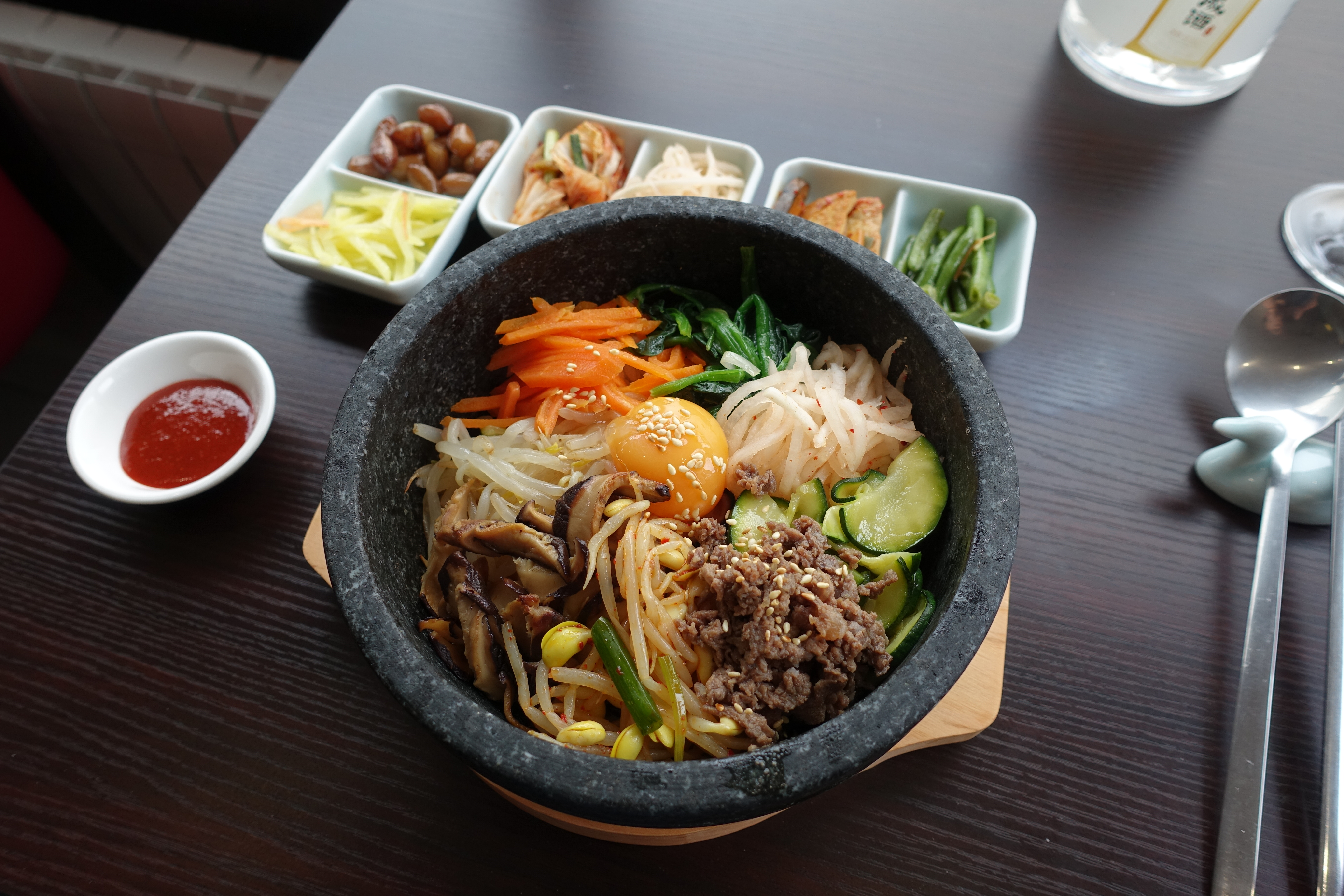
돌솥비빔밥

## 같이 보기
- 가마솥
- 뚝배기